# Orchestina flava
Espèce
Orchestina flava est une espèce d'araignées aranéomorphes de la famille des Oonopidae.

## Distribution
Cette espèce se rencontre au Japon dans l'archipel Nansei et en Corée du Sud.

## Description
Le mâle holotype mesure 1,10 mm et la femelle paratype 1,27 mm.

## Systématique et taxinomie
Cette espèce a été décrite par Ono en 2005.

## Publication originale
- Ono, 2005 : « Two new six-eyed spiders of the genera Orchestina and Comaroma (Araneae, Oonopidae and Anapidae) from Japan. » Bulletin of the National Science Museum, sér. A, vol. 31, no 2, p. 37-43.